# Eurytium
Eurytium is een geslacht van kreeftachtigen uit de klasse van de Malacostraca (hogere kreeftachtigen).

## Soorten
- Eurytium affine (Streets & Kingsley, 1877)
- Eurytium albidigitum Rathbun, 1933
- Eurytium limosum (Say, 1818)
- Eurytium tristani Rathbun, 1906